# Блу Спрингс (Алабама)
Блу Спрингс (енгл. Blue Springs) град је у америчкој савезној држави Алабама. По попису становништва из 2010. у њему је живело 96 становника.

## Демографија
Према попису становништва из 2010. у граду је живело 96 становника, што је 25 (20,7%) становника мање него 2000. године.
| Група             | 2000.       | 2010.      |
| Белци             | 120 (99,2%) | 86 (89,6%) |
| Афроамериканци    | 1 (0,8%)    | 6 (6,3%)   |
| Азијати           | 0 (0,0%)    | 1 (1,0%)   |
| Хиспаноамериканци | 0 (0,0%)    | 3 (3,1%)   |
| Укупно            | 121         | 96         |